# Soul rock
Soul rock es un género musical designado principalmente en los músicos blancos que no solo basan su música a un rock sólido interpretado con una guitarra, un bajo y una batería, sino también en las armonías vocales que se suelen atribuir a cantantes de soul negro.
Este género lo utilizan mucho las populares bandas como Maroon 5 o más bandas independientes como The Shivers. También algunos artistas solistas como la americana Anastacia -catalogada por algunos como la reina de este género, y es que la mezcla de su música y su inconfundible voz negra han hecho que se la conozca como la Reina del Sprock (mezcla de Rock, Pop y Soul)-, James Morrison o James Blunt. La cantante y compositora Nerina Pallot experimentó con el soul rock en su álbum Dear Frustated Superstar.
Artistas destacados
- Maroon 5
- James Bay
- Hozier
- James Morrison
- Lenny Kravitz
- Alabama Shakes
- The Rolling Stones
- Janis Joplin
- James Blunt
- Nathaniel Rateliff
- The Teskey Brothers
- JJ Grey & MOFRO
- BRADIO
- Marc Broussard
- Hall & Oates
- John Mayer
- La casa azul

- Datos: Q9079141